# التجمع الجزائري
التجمع الجزائري حزب سياسي جزائري أسسه الدكتور علي زغدود سنة 1990 باسم التجمع العربي الإسلامي متبنيا أبعاد الهوية الجزائرية العروبة والإسلام في إطار مشروع سياسي لترقية الجزائر، وتغيرت تسميته إلى التجمع الجزائري تماشيا مع دستور 1996.
التجمع الجزائري يشارك باستمرار في الحياة السياسية الجزائرية ويبدي مواقفه من قضايا الأمة دون انقطاع.

## وصلات خارجية
- الموقع الرسمي للتجمع الجزائري